# ГЕС Пюхякоскі
ГЕС Пюхякоскі (фін. Pyhäkoski) — гідроелектростанція у центральній частині Фінляндії у провінції Північна Пог'янмаа. Становить п'ятий ступінь в каскаді на річці Оулуйокі (впадає у Ботнічну затоку), знаходячись між ГЕС Паллі (вище по течії) та ГЕС Монтта. Найпотужніша у цьому каскаді та станом на середину 2010-х років третя в країні.
Первісно на ділянці довжиною 18 км після третього ступеню — станції Утанен — планувалось створити найбільшу в країні ГЕС Суур-Пюхян із потужністю 210 МВт. У цьому випадку протяжний дериваційний канал мав починатись вже від озера Соткаярві, проте потреба великих капіталовкладень змусила переглянути проект на користь створення трьох станцій (Паллі, Пюхякоскі, Монтта). Роботи зі спорудження Pyhäkoski розпочались взимку 1941 року, проте невдовзі мобілізація чоловіків на війну з Радянським Союзом пригальмувала процес. Втім, будівництво намагались продовжувати і у воєнний час, зокрема, залучаючи до нього жінок, засуджених та військовополонених. Основний же обсяг робіт виконали по завершенні бойових дій з 1945 по 1948 роки, витративши на спорудження греблі 150 тис. м3 бетону. Через затримки із постачанням замовлених за кордоном генераторів введення гідроагрегатів розтягнулось з 1949 по 1954.
Річку перегородили греблею, яка включає два водоскидні шлюзи та машинний зал. Останній обладнаний трьома турбінами типу Каплан загальною потужністю 149 МВт, які працюють при напорі 32,4 метра.
Зі станції Пюхякоскі здійснюється управління каскадом на Оулуйокі.